# 奥姆河
50°51′15″N 8°47′41″E / 50.85417°N 8.79472°E

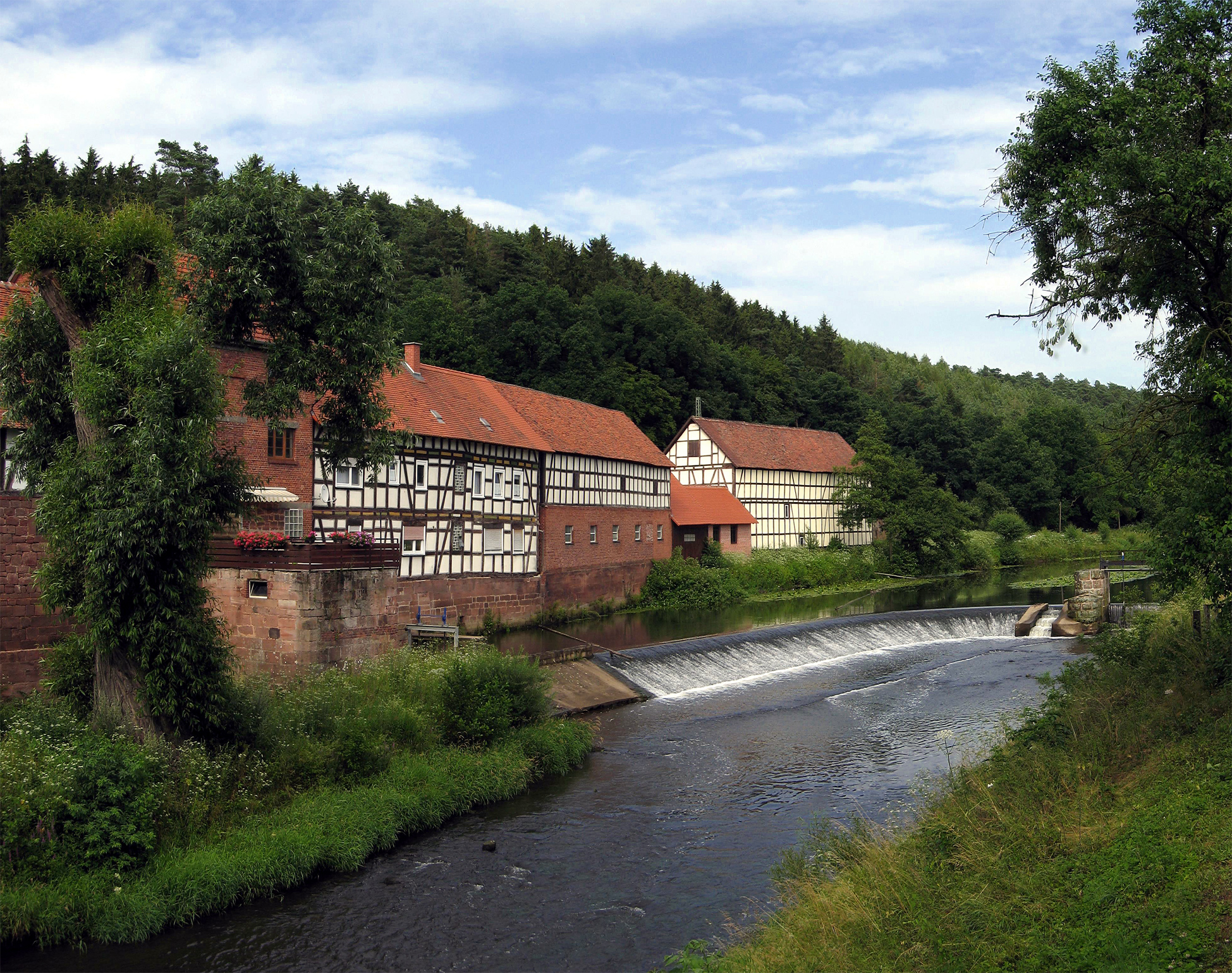

奥姆河（德語：Ohm，發音：[oːm] ⓘ）是德國的河流，位於黑森州，河道全長59公里，發源自福格爾斯山，流經乌尔里希施泰因、米克、奥姆河畔洪贝格和阿默讷堡，於克尔伯附近匯入蘭河。